# Indigofera curvata
Indigofera curvata är en ärtväxtart som beskrevs av Jan Bevington Gillett. Indigofera curvata ingår i släktet indigosläktet, och familjen ärtväxter. Inga underarter finns listade i Catalogue of Life.